# Тонислав Йорданов
Тонислав Йорданов Йорданов е български футболист на Кишварда, както и на юношеския национален отбор по футбол на България. Продукт на Академия Литекс, играе като централен нападател, но може да се изявява и като втори такъв.

## Състезателна кариера

### Видима-Раковски
Първите си стъпки прави през 2005 г. в ДЮШ на Видима-Раковски, първият му треньор е покойният вече Стефан Христов, а по-късно при Найден Цонков. Първоначално играе като вътрешен полузащитник, а по-късно е преквалифициран като нападател.

### Академия Литекс
Добрите му изяви хващат окото на ловешките скаути и няколко години по-късно е поканен да се яви на ежегодните тестове в Академия Литекс на които е одобрен от ръководството в лицето на Ферарио Спасов. Минава през всички възрастови формации на „оранжевите“, като в повечето случаи играе за по-големите, а треньори през годините са му били специалисти като Ивайло Станев, Цветан Зеленски и Евгени Колев. В две поредни години (2012 и 2013) става голмайстор на силния турнир „Meet The World“ в Сопот, който е част от световния детски турнир „Готиа къп“, финалите на който се провеждат в Швеция.
През сезон 2014 – 15 става вицешампион и голмайстор на Елитната юношеска лига до 17 години с 41 гола. През април 2015 г. отбелязва два гола за спечелването на трофея във финала за „Купата на БФС“ при 17-годишните срещу юношите на Черно море (Варна).

### Литекс Ловеч II
От началото на сезон 2015 – 16 е част от втория отбор на клуба, воден от Стамен Белчев, като паралелно с това продължава да играе и за старшата възраст. Дебютът му за „дубъла“ е на 26 юли 2015 г. в мач от първенството на Б група при домакинското равенство срещу отбора на Добруджа (Добрич). За първите седем кръга започва пет пъти като титуляр, а в две от срещите заменя съотборниците си Чавдар Ивайлов и Илия Мунин.

### Литекс (Ловеч)
През лятото на 2015 г. тогавашният старши треньор Красимир Балъков го взима на предсезонната подготовка с мъжете  на която прави неофициален дебют в контролата срещу отбора на Омония Никозия. Тонислав влиза като смена през второто полувреме на мястото на Румен Руменов, а срещата завърщва 3 – 2 в полза на ловешкия клуб. Четири дни по-късно започва като титуляр в контролата срещу Верея Ст. З..
Официалният му дебют за първия състав е на 22 септември 2015 г. в мач от турнира за Купата на България срещу отбора на Локомотив 2012 (Мездра). В този мач старши треньора Лауренциу Регекампф го пуска като смяна в началото на второто полувреме на мястото на Кирил Десподов, като отбелязва вторият гол и асистира за третото попадение на Диого Виана.

### ЦСКА (София)
На 6 юни 2017 г. подписва официален договор с ЦСКА.

### Арда (Кърджали)
На 28 януари 2021 г. е продаден на Арда (Кърджали).

### Национален отбор
През 2011 г. получава първата си повиквателна за националната формация при 17-годишните от треньора Александър Георгиев. Следващият треньор Методи Деянов също разчита на младока. През 2015 г. с треньор Александър Димитров участва на Европейското първенство за юноши до 17 г., на което Томислав Йорданов взима участие и в трите мача, като отбелязва единствените два гола за България на това първенство. На 9 май вкарва изравнителното попадение при загубата с 1 – 2 от Испания., а на 12 май носи равенството за 1 – 1 срещу Австрия. Заедно с други двама футболисти дели третото място в приза за голмайстор на шампионата.
През същата година получава повиквателна и от селекционера на 19-годишните Светослав Тодоров за турнир в Италия. Има отбелязан гол срещу Шотландия 